# Persone di nome Barbara/Attori
| Questa pagina contiene informazioni ricavate automaticamente dalle voci biografiche con l'ausilio del template Bio e di un bot. L'aggiornamento è periodico e automatico e ricostruisce completamente la pagina. Se manca una persona in questa lista, sei pregato di non aggiungerla, ma accertati piuttosto che la sua voce biografica contenga il template Bio e che i dati anagrafici siano correttamente compilati. Se il template Bio manca, inseriscilo tu stesso o, in alternativa, metti l'avviso {{tmp\|Bio}} che ne segnala la mancanza. Se i dati riportati sono sbagliati, correggi direttamente la voce biografica; le modifiche saranno visibili in questa lista entro pochi giorni. Per chiarimenti vedi il progetto biografie. La lista contiene solo le 106 persone che sono citate nell'enciclopedia e per le quali è stato implementato correttamente il template Bio. Pagina aggiornata al 18 mar 2024. |

Questa è una lista di persone presenti nell'enciclopedia che hanno il prenome Barbara e sono attori.

## A(5)
- Barbara Adolph, attrice e doppiatrice tedesca (Schneidemühl in Pommern, n. 1931)
- Barbara Allen, attrice statunitense
- Barbara Jo Allen, attrice statunitense (New York, n. 1906 - Santa Barbara, † 1974)
- Barbara Alyn Woods, attrice statunitense (Chicago, n. 1962)
- Barbara Anderson, attrice statunitense (New York, n. 1945)

## B(18)
- Barbara Babcock, attrice statunitense (Fort Riley, n. 1937)
- Barbara Bach, attrice e ex modella statunitense (New York, n. 1946)
- Barbara Bain, attrice statunitense (Chicago, n. 1931)
- Barbara Barrie, attrice statunitense (Chicago, n. 1931)
- Barbara Bates, attrice statunitense (Denver, n. 1925 - Denver, † 1969)
- Barbara Baxley, attrice statunitense (Porterville, n. 1923 - New York, † 1990)
- Barbara Bedford, attrice statunitense (Eastman, n. 1903 - Jacksonville, † 1981)
- Barbara Bel Geddes, attrice statunitense (New York, n. 1922 - Northeast Harbor, † 2005)
- Barbara Bennett, attrice statunitense (Palisades Park, n. 1906 - Montréal, † 1958)
- Barbara Billingsley, attrice statunitense (Los Angeles, n. 1915 - Santa Monica, † 2010)
- Barbara Blanc, attrice italiana (Salò, n. 1970)
- Kelly Kelly, attrice, modella e ex wrestler statunitense (Jacksonville, n. 1987)
- Barbara Bosson, attrice statunitense (Charleroi, n. 1939 - Los Angeles, † 2023)
- Barbara Britton, attrice statunitense (Long Beach, n. 1919 - New York, † 1980)
- Barbara Brownell, attrice statunitense (n. 1944)
- Barbara Brylska, attrice polacca (Skotniki, n. 1941)
- Barbara Niven, attrice e doppiatrice statunitense (Portland, n. 1953)
- Barbara Bryne, attrice e cantante britannica (Londra, n. 1929 - Minneapolis, † 2023)

## C(9)
- Barbara Carrera, attrice e ex modella nicaraguense (San Carlos, n. 1945)
- Barbara Carroll, attrice statunitense (n. 1930)
- Barbara Castleton, attrice statunitense (Little Rock, n. 1894 - Boca Raton, † 1978)
- Pola Negri, attrice, cantante e ballerina polacca (Lipno, n. 1897 - San Antonio, † 1987)
- Barbara Chichiarelli, attrice italiana (Roma, n. 1985)
- Barbara Clara, attrice e ex modella venezuelana (Maturín, n. 1981)
- Barbara Colby, attrice statunitense (New York, n. 1939 - Los Angeles, † 1975)
- Barbara Crampton, attrice statunitense (Levittown, n. 1958)
- Barbara Cupisti, attrice, sceneggiatrice e regista italiana (Viareggio, n. 1962)

## D(6)
- Barbara Darrow, attrice statunitense (Hollywood, n. 1931 - Los Angeles, † 2018)
- Barbara De Bortoli, attrice e doppiatrice italiana (Roma, n. 1971)
- Barbara De Rossi, attrice e conduttrice televisiva italiana (Roma, n. 1960)
- Barbara Di Bartolo, attrice italiana (Roma, n. 1975)
- Barbara Dickson, attrice e cantante scozzese (Dunfermline, n. 1947)
- Barbara Dittus, attrice e doppiatrice tedesca (Guben, n. 1939 - Berlino, † 2001)

## E(2)
- Barbara Eden, attrice e cantante statunitense (Tucson, n. 1931)
- Barbara Enrichi, attrice e regista italiana (Firenze, n. 1961)

## F(8)
- Barbara Fazio, attrice brasiliana (San Paolo, n. 1929 - San Paolo, † 2019)
- Barbara Feldon, attrice e scrittrice statunitense (Butler, n. 1933)
- Barbie Ferreira, attrice e modella statunitense (New York, n. 1996)
- Barbara Florian, attrice svedese (Stoccolma, n. 1931)
- Barbara Flynn, attrice inglese (Hastings, n. 1948)
- Barbara Folchitto, attrice italiana (Napoli, n. 1969)
- Barbara Foria, attrice, conduttrice televisiva e comica italiana (Napoli, n. 1975)
- Barbara Freking, attrice e modella statunitense (Chicago, n. 1920 - Greenwich, † 2008)

## G(4)
- Barbara Garrick, attrice statunitense (Los Angeles, n. 1965)
- Barbara Goodson, attrice e doppiatrice statunitense (Brooklyn, n. 1949)
- Barbara Grabowska, attrice polacca (Zabrze, n. 1954 - Częstochowa, † 1994)
- Barbara Bouchet, attrice e ex ballerina tedesca (Reichenberg, n. 1943)

## H(5)
- Barbara Hale, attrice statunitense (DeKalb, n. 1922 - Sherman Oaks, † 2017)
- Barbara Harris, attrice statunitense (Evanston, n. 1935 - Scottsdale, † 2018)
- Barbara Herrera, attrice italiana (Firenze, n. 1922)
- Barbara Hershey, attrice statunitense (Los Angeles, n. 1948)
- Jane Horrocks, attrice e doppiatrice britannica (Rawtenstall, n. 1964)

## J(1)
- Barbara Jefford, attrice britannica (Plymstock, n. 1930 - † 2020)

## K(2)
- Barbara Kent, attrice canadese (Gadsby, n. 1907 - Palm Desert, † 2011)
- Barbara Krafftówna, attrice polacca (Varsavia, n. 1928 - Skolimów, † 2022)

## L(9)
- Barbara La Marr, attrice, sceneggiatrice e ballerina statunitense (Yakima, n. 1896 - Altadena, † 1926)
- Barbara Laage, attrice francese (Menthon-Saint-Bernard, n. 1920 - Deauville, † 1988)
- Barbara Lang, attrice e cantante statunitense (Chicago, n. 1937)
- Barbara Lass, attrice polacca (Partów, n. 1940 - Balteim, † 1995)
- Barbara Lawrence, attrice e modella statunitense (Carnegie, n. 1930 - Los Angeles, † 2013)
- Barbara Leigh-Hunt, attrice britannica (Bath, n. 1935)
- Barbara Leonard, attrice statunitense (San Francisco, n. 1908 - Orange, † 1971)
- Barbara Livi, attrice italiana (Roma, n. 1973)
- Barbara Loden, attrice, sceneggiatrice e regista statunitense (Marion, n. 1932 - New York, † 1980)

## M(7)
- Barbara March, attrice canadese (Toronto, n. 1953 - Salmon Arm, † 2019)
- Barbara Magnolfi, attrice e produttrice cinematografica italiana (Rennes, n. 1955)
- Barbara Mamabolo, attrice canadese (Thornhill, n. 1985)
- Barbara Marzano, attrice italiana (Roma, n. 1953)
- Barbara Maurer, attrice, regista e drammaturga svizzera (Visp, n. 1974)
- Barbara May, attrice austriaca (Vienna, n. 1961)
- Barbara Moffett, attrice statunitense (Minneapolis, n. 1924 - Los Angeles, † 1986)

## N(5)
- Barbara Nardi, attrice italiana (Milano, n. 1917 - Caderzone Terme, † 2011)
- Barbara Nascimbene, attrice italiana (Roma, n. 1958 - Roma, † 2018)
- Barbara Nedeljáková, attrice slovacca (Banská Bystrica, n. 1979)
- Barbara Nelli, attrice italiana (Roma, n. 1942)
- Barbara Nichols, attrice statunitense (New York, n. 1928 - Hollywood, † 1976)

## O(1)
- Barbara O'Neil, attrice statunitense (Saint Louis, n. 1910 - Cos Cob, † 1980)

## P(5)
- Barbara Parkins, attrice canadese (Vancouver, n. 1942)
- Barbara Payton, attrice e modella statunitense (Cloquet, n. 1927 - San Diego, † 1967)
- Barbara Pepper, attrice e ballerina statunitense (New York City, n. 1915 - Los Angeles, † 1969)
- Barbara Pilavin, attrice italiana (n. 1923 - Los Angeles, † 2005)
- Barbara Prakopenka, attrice e modella bielorussa (Homel', n. 1992)

## R(6)
- Barbara Read, attrice canadese (Port Arthur, n. 1917 - Laguna Beach, † 1963)
- Barbara Ricci, attrice italiana (Roma, n. 1971)
- Barbara E. Robertson, attrice statunitense (n. 1968)
- Barbara Ronchi, attrice italiana (Roma, n. 1982)
- Barbara Rudnik, attrice tedesca (Wehbach an der Sieg, n. 1958 - Wolfratshausen, † 2009)
- Barbara Rush, attrice statunitense (Denver, n. 1927)

## S(5)
- Barbara Schulz, attrice francese (Bordeaux, n. 1972)
- Barbara Scoppa, attrice italiana (Roma, n. 1957)
- Barbara Shelley, attrice inglese (Londra, n. 1932 - Londra, † 2021)
- Barbara Steele, attrice britannica (Birkenhead, n. 1937)
- Barbara Sukowa, attrice e cantante tedesca (Brema, n. 1950)

## T(2)
- Barbara Tabita, attrice italiana (Augusta, n. 1975)
- Barbara Tarbuck, attrice statunitense (Detroit, n. 1942 - Los Angeles, † 2016)

## V(2)
- Barbara Valentin, attrice austriaca (Vienna, n. 1940 - Monaco di Baviera, † 2002)
- Barbara Valmorin, attrice italiana (Bari, n. 1939 - Roma, † 2019)

## W(4)
- Barbara Walsh, attrice e cantante statunitense (Washington, n. 1955)
- Barbara Weeks, attrice e ballerina statunitense (Somerville, n. 1913 - Las Vegas, † 2003)
- Barbara Windsor, attrice britannica (Shoreditch, n. 1937 - Londra, † 2020)
- Barbara Wussow, attrice tedesca (Monaco di Baviera, n. 1961)